# Naissance en 1189
Naissance
- 1185
- 1186
- 1187
- 1188
- 1189
- 1190
- 1191
- 1192
- 1193

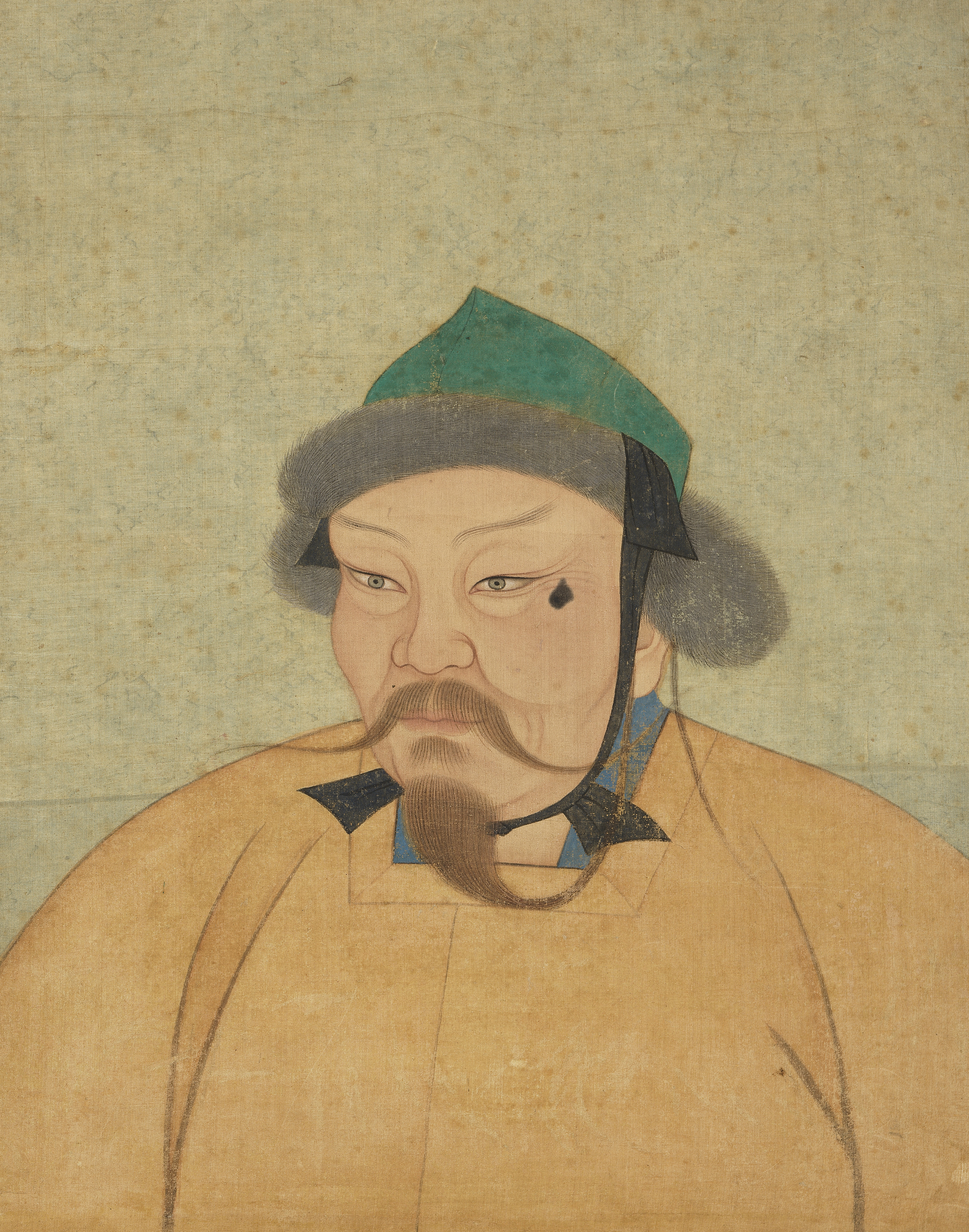
Ögedeï, né en 1189.

Cette page dresse une liste de personnalités nées au cours de l'année 1189 :
- Iouri II de Vladimir, prince de Vladimir.
- Malik al-Mansour, Al-Malik al-Mansûr Nâsir ad-Dîn Muhammad ben `Imâd ad-Dîn `Uthmân, sultan ayyoubide d'Égypte.
- Ögedeï, deuxième khagan (khan suprême des Mongols).
- Pierre Nolasque, saint catholique languedocien.
- Rostislav III de Kiev, Grand-prince du Rus' de Kiev de la dynastie des Riourikides.
- Skúli Bárdarson, duc de Norvège.

## Crédit d'auteurs
- Cet article est partiellement ou en totalité issu de l'article intitulé « 1189 » (voir la liste des auteurs).